# Cyfarthfa Ironworks
Les Forges de Cyfarthfa (Cyfarthfa Ironworks) étaient en 1803 la plus grande aciérie du monde, employant 1 500 ouvriers. L’entreprise battait sa propre monnaie et utilisait l'énergie hydraulique d'une rivière détournée, la Taff Fawr. 
Une route fut spécialement construite dès la création, au beau milieu des mines de charbon du Pays de Galles, dont la société favorisa la forte croissance.

## Un site de4 000 acresà 12 kilomètres des autres forges
Anthony Bacon fonda l'entreprise en 1765 avec le médecin et scientifique William Brownrigg, auteur d'un traité sur la manufacture de sel. Il rachète la même année 4 000 acres (1 600 ha) pour un prix modeste de 100 sterlings par acre, à Cyfarthfa, site vierge situé à douze kilomètres de Merthyr Tydfil, espace industriel naissant où se sont déjà installées plusieurs fonderies, telles que Dowlais Iron and Co. Cette région est située à l'extrémité sud-est du Pays de Galles. C'est l'année où le français Gabriel Jars visite l'Europe, avant de proposer trois ans plus tard à François de la Chaise une opération similaire, de grande ampleur, au Creusot.
En 1766, les deux associés font venir le maître de forge Ch. Wood pour créer des ateliers de fabrication. Un nouvel associé, Anthony Bacon prend des parts, avant de racheter la fonderie voisine de Plymouth, qui comme celle de Dowlais Iron and Co utilise les compétences d'Isaac Wilkinson. Ce dernier, artisan ayant déposé un brevet pour la fonte au coke, avait été contraint de partir pour Bristol en 1763, sa famille lui reprochant de travailler à la fois pour les deux fonderies, alors qu'il n'était actionnaire que de Dowlais Iron and Co.

## Les marchés de la Guerre d'indépendance
Entre 1773 et 1776, en prévision de la guerre contre les insurgents, les commandes de canon pour la Royal Navy reprennent et passent de la Carron Company, de John Roebuck, à la Cyfarthfa Ironworks d'Anthony Bacon. Le temps presse car le gouvernement est tenté par de large importations de Russie et Suède à des prix élevés. Faute d'avoir pu obtenir directement des commandes auprès du gouvernement, John Wilkinson, le fils d'Isaac Wilkinson assure les contrats de livraison de fonte pour William Brownrigg et Anthony Bacon.
Côté Carron Company, le gendre de Samuel Garbett, l'ingénieur chimiste Charles Gascoigne (1738 – 1806), développa alors un nouveau type de canon, appelée « carronade », de courte portée reposant sur une faible vitesse de départ des projectiles, moins chers, adoptée par la Royal Navy en 1779. 
L'entreprise Cyfarthfa Ironworks sera dissoute le 22 juillet 1777, l'année où Anthony Bacon rachète Dowlais Iron and Co aux fils Wilkinson. John Wilkinson se tourne alors vers le marché des cylindres pour la future machine à vapeur que lui proposent James Watt et Matthew Boulton, grâce au brevet d'une machine à aléser permettant d'assurer la sécurité des cylindres.

## Une loi contre les conflits d'intérêts
En 1782, Anthony Bacon, qui a racheté plusieurs fonderies des environs, doit passer la main à Francis Homfray, qui reprend les contrats, pour éviter un conflit d'intérêts car il est député au Parlement britannique et une nouvelle loi de 1782 interdit de bénéficier de commandes de l'État à qui est député. Deux ans après apparaît une discorde entre Francis Homfray et Anthony Bacon : la fonderie est reprise en 1784 par Richard Crawshay (1739 - 1810). En 1814, les fils d'Anthony Bacon revendent le restant de leurs parts dans l'entreprise à Richard Crawshay pour 95 000 sterling.
Brownrigg avait confié la construction à son beau-frère le forgeron Charles Wood. Il céda ses parts en 1777, recevant 1 500 sterling, la société étant dissoute. Richard Crawshay devint alors l'associé de Bacon pour les contrats de livraison de canons au Board of Ordnance de la Royal Navy. Richard Crawshay loue les droits à la famille Bacon en 1786 et devient en 1794 le seul propriétaire.